# Monte Maldito

O Monte Maldito é o quarto pico mais alto dos Pirenéus, atingindo a altitude de 3350 m. Faz parte do maciço Maladeta situado na zona do vale de Benasque e é constituído por terrenos paleozóicos de natureza granítica e materiais mesozóicos que lhe servem de cobertura.
Situa-se no Parque Natural Posets-Maladeta, município de Benasque, província de Huesca, comunidade autónoma de Aragão, a curta distância a noroeste do Monte Aneto, o seu cume-pai.